# 제조공학

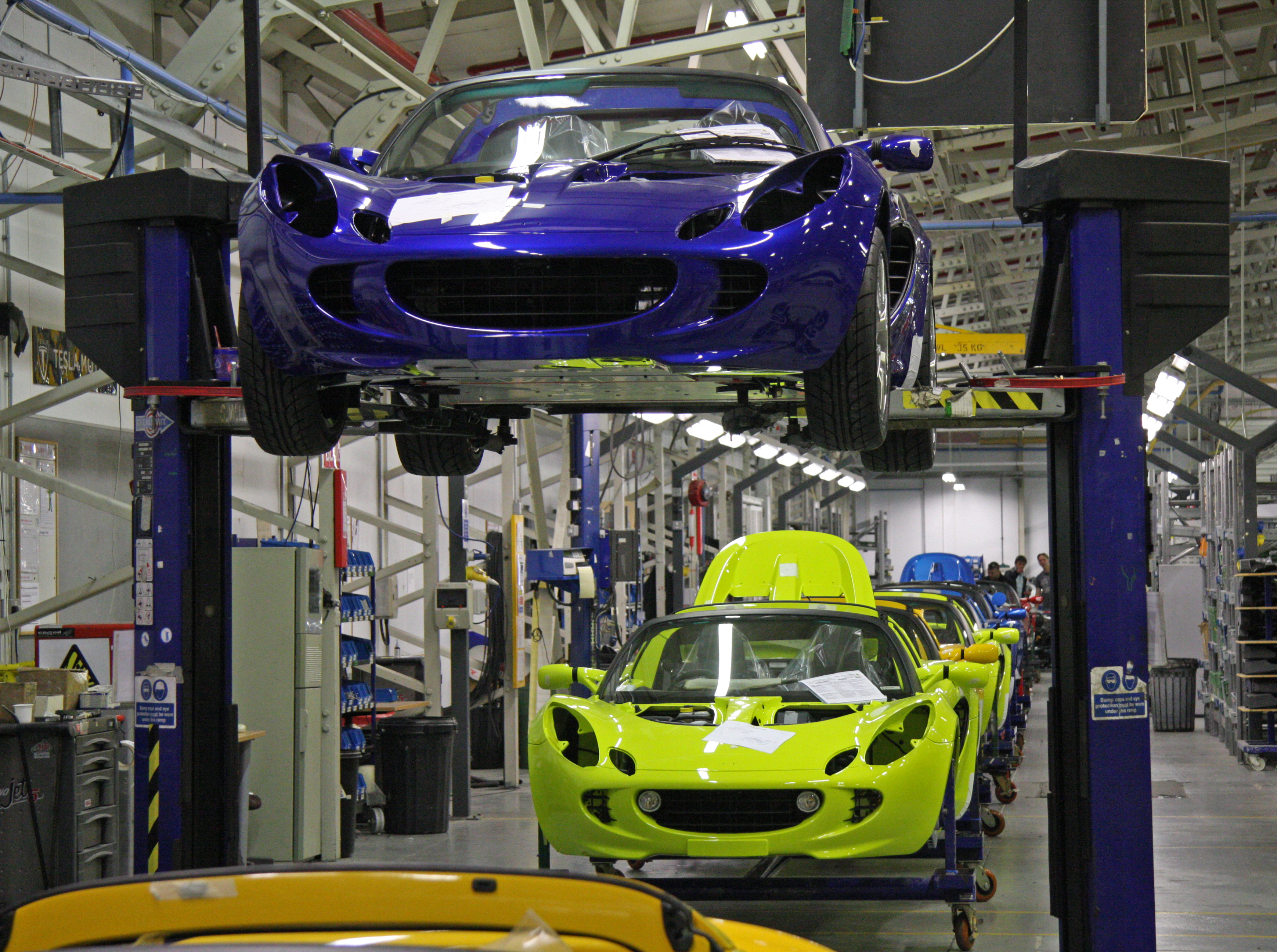

제조공학(Manufacturing Engineering)은 제품을 만드데 필요한 모든 필요 기술을 연구하는 학문이다. 제조공학은 제조시스템, CAD/CAM/CAPP, 생산정보시스템을 포함한다.
기계, 화학, 전기 및 산업 공학과 같은 다른 공학 분야와 많은 공통 개념과 아이디어를 공유하는 전문 공학의 한 분야이다. 제조 공학에는 제조 관행을 계획하는 능력이 필요하다. 도구, 프로세스, 기계 및 장비를 연구하고 개발하기 위해 최적의 자본 지출로 양질의 제품을 생산하기 위한 시설과 시스템을 통합한다.
제조 또는 생산 엔지니어의 주요 초점은 가능한 한 가장 효과적이고 효율적이며 경제적인 방법으로 원자재를 최신 제품 또는 신제품으로 전환하는 것이다. 예를 들어 회사가 제품을 생산하기 위해 컴퓨터 통합 기술을 사용하여 더 빠르고 인력을 적게 사용하는 경우를 들 수 있다.

## 같이 보기
- 산업공학
- 기계공학
- 자동화
- 컴퓨터 지원 설계
- 제조업
- 기전공학
- 로봇공학